# Ulrich Felsberg
Ulrich Felsberg (ur. 1952) – niemiecki producent filmowy. Znany z długoletniej współpracy z reżyserami Wimem Wendersem i Kenem Loachem. 
Wyprodukował takie filmy Wendersa jak m.in. Notatki o strojach i miastach (1989), Aż na koniec świata (1991), Tak daleko, tak blisko (1993), Lisbon Story (1994), Po tamtej stronie chmur (1995), Koniec przemocy (1997), Million Dollar Hotel (2000) czy Tajemnice ludzkiej duszy (2003). Za dokument o kubańskich muzykach Buena Vista Social Club (1999) był nominowany do Nagrody BAFTA i do Oscara za najlepszy pełnometrażowy film dokumentalny.
Z Loachem współpracował przy filmach: Ziemia i wolność (1995), Pieśń Carli (1996), Jestem Joe (1998), Chleb i róże (2000), Rozbitkowie (2001), Słodka szesnastka (2002), Czuły pocałunek (2004), Wiatr buszujący w jęczmieniu (2006) i Polak potrzebny od zaraz (2007).
Był również producentem filmów innych reżyserów. Wyprodukował takie tytuły jak m.in. Mały Liam (2000) Stephena Frearsa, Lista kolejkowa (2000) Juana Carlosa Tabío, Gangster numer jeden (2000) Paula McGuigana, Seks, miłość i rock'n'roll (2001) Sandry Goldbacher, Buñuel i stół króla Salomona (2001) Carlosa Saury czy Podkręć jak Beckham (2002) Gurinder Chadhy.
Zasiadał w jury konkursu głównego na 59. MFF w Wenecji (2002). W 2003 Felsberg był jednym z członków założycieli Niemieckiej Akademii Filmowej.